# 中村努
中村 努（なかむら つとむ）は、日本の地理学者。中京大学教養教育研究院准教授。兵庫県出身。

## 人物
東京大学大学院での指導教授は荒井良雄。専攻は経済地理学、社会経済地理学。研究領域は、医療提供体制、医薬品流通、災害時の救援物資供給に関する経済地理学からの分析。情報化の進展が商品流通にどの様な変化をもたらすのかを、物流・ロジスティクスの要素も取り入れた視点で経済地理学の研究を行っている。

## 経歴
- 2002年-東北大学理学部地圏環境科学科 卒業
- 2004年-東北大学大学院理学研究科 地学専攻 修士課程 修了
- 2006年-東京国際大学 非常勤講師(2010年3月まで)
- 2008年-東京大学大学院総合文化研究科 広域科学専攻 修了(学術博士)
- 2008年-東京大学大学院 総合文化研究科 研究生(2009年3月まで)
- 2008年-フェリス女学院大学、明治学院大学 非常勤講師(2014年3月まで)
- 2009年-東京大学大学院 総合文化研究科 学術研究員(2014年3月まで)
- 2009年-東京海洋大学非常勤講師(2014年3月まで)
- 2010年-流通経済大学 非常勤講師(2014年3月まで)
- 2014年-高知大学教育学部 専任講師(2019年3月まで)
- 2019年-流通経済大学経済学部准教授(2021年3月まで)
- 2020年-立教大学 非常勤講師(2021年3月まで)
- 2021年-中京大学教養教育研究院 准教授。(2021年4月より)

## 所属学会
- 日本地理学会、経済地理学会、人文地理学会、東北地理学会、地区防災計画学会[3]

## 著書
単著
- 『医療システムと情報化』(ナカニシヤ出版、2019年)

共著
- 『地図でみる日本の健康・医療・福祉』(明石書店、2017年)
- 『救援物資輸送の地理学 被災地へのルートを確保せよ』(ナカニシヤ出版、2017年)

分担執筆
- 「東日本大震災と地理学」(東北地理学会、2018年)
- 「インターネットと地域」(ナカニシヤ出版、2015年)
- 「日本のすがた〈4〉中部地方 (帝国書院地理シリーズ) 」(帝国書院、2013年)
- 「小商圏時代の流通システム」(古今書院、2013年)
- 「流通空間の再構築」(古今書院、2007年)

## 論文
- 「離島の医療再編による日常生活圏域のケアへの影響―長崎県新上五島町を事例として―」(「季刊地理学」東北地理学会、2018年)
- 「長崎県における医療情報システムの普及過程」(「地理学評論」、日本地理学会、2017年)
- 「台湾における医療供給体制と公平性の確保に向けた政府の役割」(「経済地理学会年報」、経済地理学会、2016年)
- 「高知県高知市における街路市の展開と流通システムの空間特性」(「E-journal GEO」、日本地理学会、2016年)
- 「インターネットを活用した地域医療連携システムの構築と普及―北海道道南地域の事例」(「地理科学」、地理科学学会、2013年)
- 「ICTを活用した医薬品流通システムの構築過程―川崎市北部の事例」」(「地理学評論」、日本地理学会、2013年)
- 「離島における医薬品流通システムと医薬品卸の役割―長崎県五島列島の事例」(「季刊地理学」、東北地理学会、2011年)
- 「東北地方における医薬品卸の情報化対応」(「季刊地理学」、東北地理学会、2003年)

他多数

## 学会発表
- 「医療供給体制における情報化の受容過程に関する地理学的研究」 (日本地理学会、2012年)
- 「地域医療連携におけるICT利用の空間性」 (日本地理学会、2012年)
- 「欧州における医薬品直販体制の構築と流通業者の行動変容」 (日本地理学会、2011年)
- 「医薬品卸売業のビジネスモデルと空間的展開―日米比較研究」(日本地理学会、2009年)
- 「富山県における製薬企業の物流共同化の展開」(日本地理学会、2008年)

他多数

## 雑誌連載
- 「海外医薬品流通からのメッセージ（中国編）」(「月刊ミクス : 医薬マーケティング総合誌」、2013年)[4]
- 「東日本大震災で分かった医薬品ロジスティクスの成果と課題」(「月刊ミクス : 医薬マーケティング総合誌」、2011年)[4]
- 「海外医薬品流通からのメッセージ（欧州編）」(「月刊ミクス : 医薬マーケティング総合誌」、2011年)[4]
- 「海外医薬品流通からのメッセージ（総合編）」(「月刊ミクス : 医薬マーケティング総合誌」、2010年)[4]
- 「海外医薬品流通からのメッセージ（米国編）」(「月刊ミクス : 医薬マーケティング総合誌」、2009年)[4]

他多数

## 公的な職務（過去のものを含む）
- 「少子高齢化と地域問題研究グループ」発起人(日本地理学会)
- 「サービス化と流通の地理学研究グループ」発起人(日本地理学会)
- 「こども大学」プロジェクト 講師(埼玉県教育委員会)[5]

他

## 受賞
- 2015年度 学校図書館出版賞(分担執筆「日本のすがた〈4〉中部地方 (帝国書院地理シリーズ)」)